# 사카이촌 (나가노현 히가시치쿠마군)
사카이촌(坂井村)은 나가노현 히가시치쿠마군에 놓여졌던 촌이다.

## 지리
마쓰모토 분지와 나가노 분지의 중간에 위치하는 지쿠호쿠 분지의 최동단에 위치한다.

## 역사
- 1874년 11월 12일 - 지쿠마현 지쿠마군 나가이촌·아자카 촌이 합병해 사카이촌이 되었다.
- 1876년 8월 21일 - 나가노현의 소속이 되었다.
- 1878년 1월 4일 - 군구정촌 편제법 시행으로 히가시치쿠마 군 소속이 됨.
- 1889년 4월 1일 - 정촌제 시행과 함께 사카이 단독으로 자치체를 형성하였다.
- 2003년 10월 24일 - 법정 합병 협의회 설치.
- 2004년 9월 12일 - 오미촌이 법정 합병 협의회로부터의 이탈을 표명.
- 2005년 10월 11일 - 혼조촌, 사카키타촌과 합병해 지쿠호쿠촌이 성립하였다. 동일 사카이촌은 폐지되었다.

## 행정
- 촌장 : 야마다 카즈에 (山田 一栄)

## 교통

### 철도
- 동일본 여객철도 시노노이 선

### 도로
- 나가노 자동차도가 마을 내를 북서부를 스치듯 통과하지만 나들목 등의 시설은 없다. 나고야 방면이나 마쓰모토 방면의 가장 가까운 나들목은 나가노 자동차도의 모미 나들목을 이용했었다.(오미촌)
- 국도 403호선